# سیارک ۸۴۰۷
سیارک ۸۴۰۷ (به انگلیسی: 8407 Houlahan، نامگذاری:1995ON) هشت هزار و چهارصد و هفتمین سیارک کشف شده‌است که در ۲۵ ژوئیه ۱۹۹۵ کشف شد.
قدر مطلق سیارک برابر ۱۴٫۲۰ است.